# Чжоукоудянь
Чжоукоудянь (кит.: 周口店; піньїнь: Zhōukǒudiàn) — місцевість у  окрузі Фаншань на південному західні Пекіна (Китай), де у 1929 році китайським археологом Пей Веньчжуном були знайдені останки викопних людей, нині відомих як Homo erectus (людина прямоходяча).
Стоянка Чжоукоудянь є найважливішим районом проживання людини часів палеоліту в північній частині Китаю. Тут розташована стоянка № 1 — всесвітньо відома стоянка Пекінського синантропа. Вона була виявлена шведським археологом Йоханом Кюннаром Андерсоном 1921 р. Пізніше тут працювали і інші вчені, археологи і палеоантропологи. 1927 р. почалися офіційні розкопки, які вела група китайських і зарубіжних археологів. Підсумком їх роботи стало виявлення трьох скам'янілих зубів древньої людини, що добре збереглися; цим решткам дали офіційну назву «пекінської гілки пекінського синантропа».
Протягом понад 80 років археологічні розкопки в Чжоукоудянь велися з перервами. Нині роботи продовжуються. За кількостю видів скам'янілих фрагментів протоантропів, а також кам'яних знарядь праці, скам'янілостей ссавців і слідів вогнищ, виявлених в Чжоукоудяні, ця стоянка перевершує всі інші, що відносяться до того ж часу.
У розщелинах вапняку знаходилися відкладення середнього плейстоцену, ймовірно, міндельської епохи, що сформувалися близько 500 000 років тому. У них знаходилися кістки приблизно 40 осіб, що супроводжувалися кістками вимерлих видів тварин, відщепи і чоппінг-туламі, спостерігаються також сліди вогню. З «верхньої печери» походять скелети типу Homo sapiens з кам'яними і кістяними знаряддями, що належать до верхнього палеоліту. Прадавньою антропологічною знахідкою на території Китаю є виявлення кісткових фрагментів (10 зубів) дріопітека. Ранній палеоліт представлений в Китаї знахідкою популяції гомінідів.
Знайдені в цьому районі предмети дозволяють припустити, що синантропи жили в районі Чжоукоудянь 700–200 тис. років тому. Вони жили головним чином збиранням дикорослих плодів і рослин. Допоміжним засобом для їх існування служило полювання. У ранньому періоді існування цих людей, а саме 700–400 тис. років тому, а потім в середньому періоді (400–300 тис. років тому), і нарешті, в останньому періоді (300–200 тис. років тому), пекінські синантропи були палеоантропами на важливому етапі еволюційного розвитку від мавпи до людини. Цей факт має дуже важливе значення в галузі біології, історії антропології і вивчення еволюції людства. У XIX ст. в Індонезії була виявлена скам'янілість кришки черепа древньої людини; пізніше його назвали пітекантропом або «яванською людиною». Були запеклі суперечки про те, до кого його віднести: до людини або до мавпи. Суперечки продовжувалися аж до відкриття стоянки пекінського синантропа. Виявлений в Чжоукоудяні багатий археологічний матеріал підтвердив, що пітекантроп був прадавньою викопною людиною, а не твариною. За підсумками досліджень учених було встановлено, що під час світанку історії людства дійсно існував період «людини прямоходячої».
За кількістю знайдених матеріалів Чжоукоудянь є найбагатшою з виявлених у світі стоянок давньої людини з вертикальним положенням тіла при ходьбі. У 1987 році ЮНЕСКО офіційно оголосила його «культурною спадщиною світу».

## Посилання

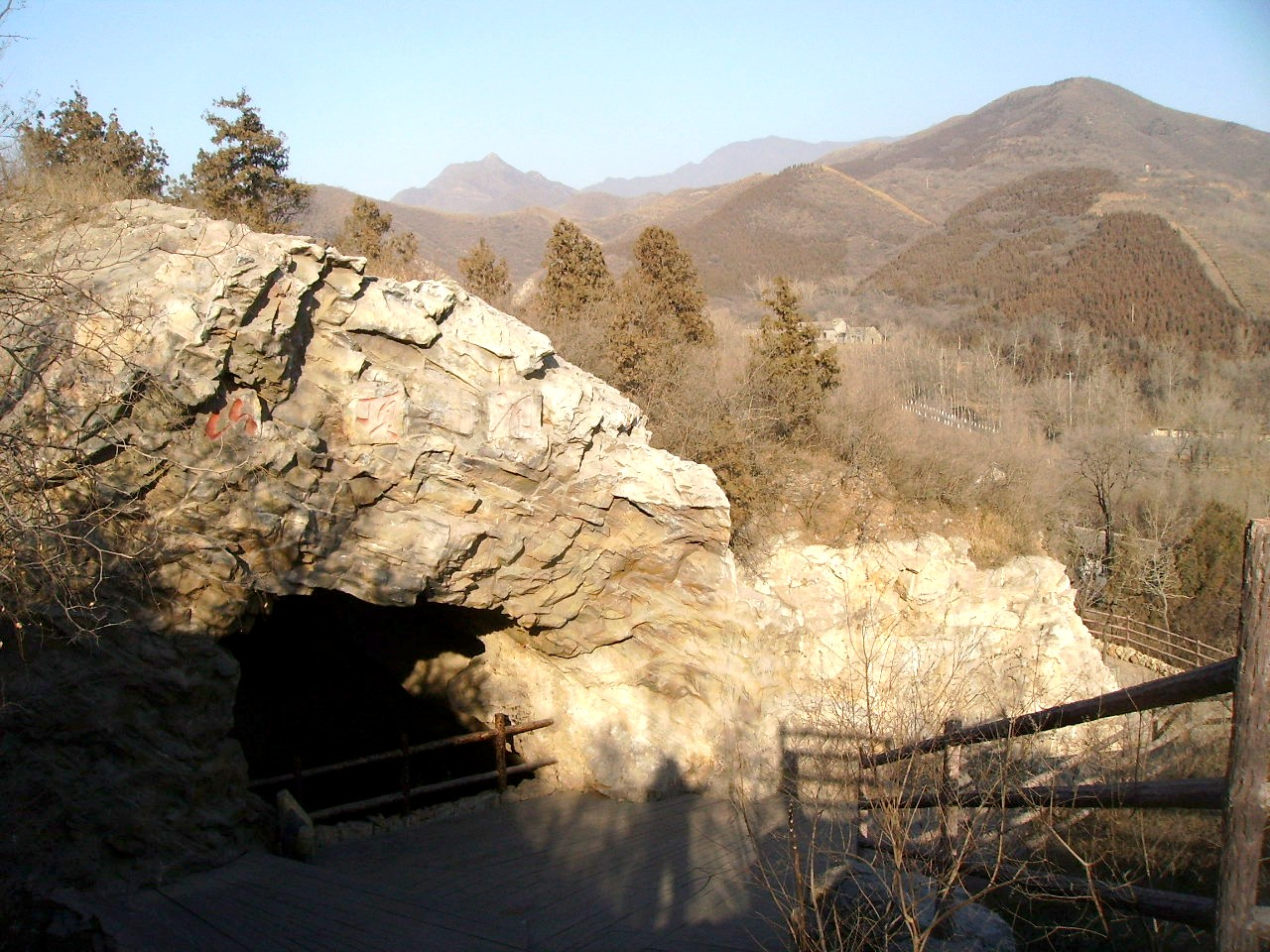
Верхня печера
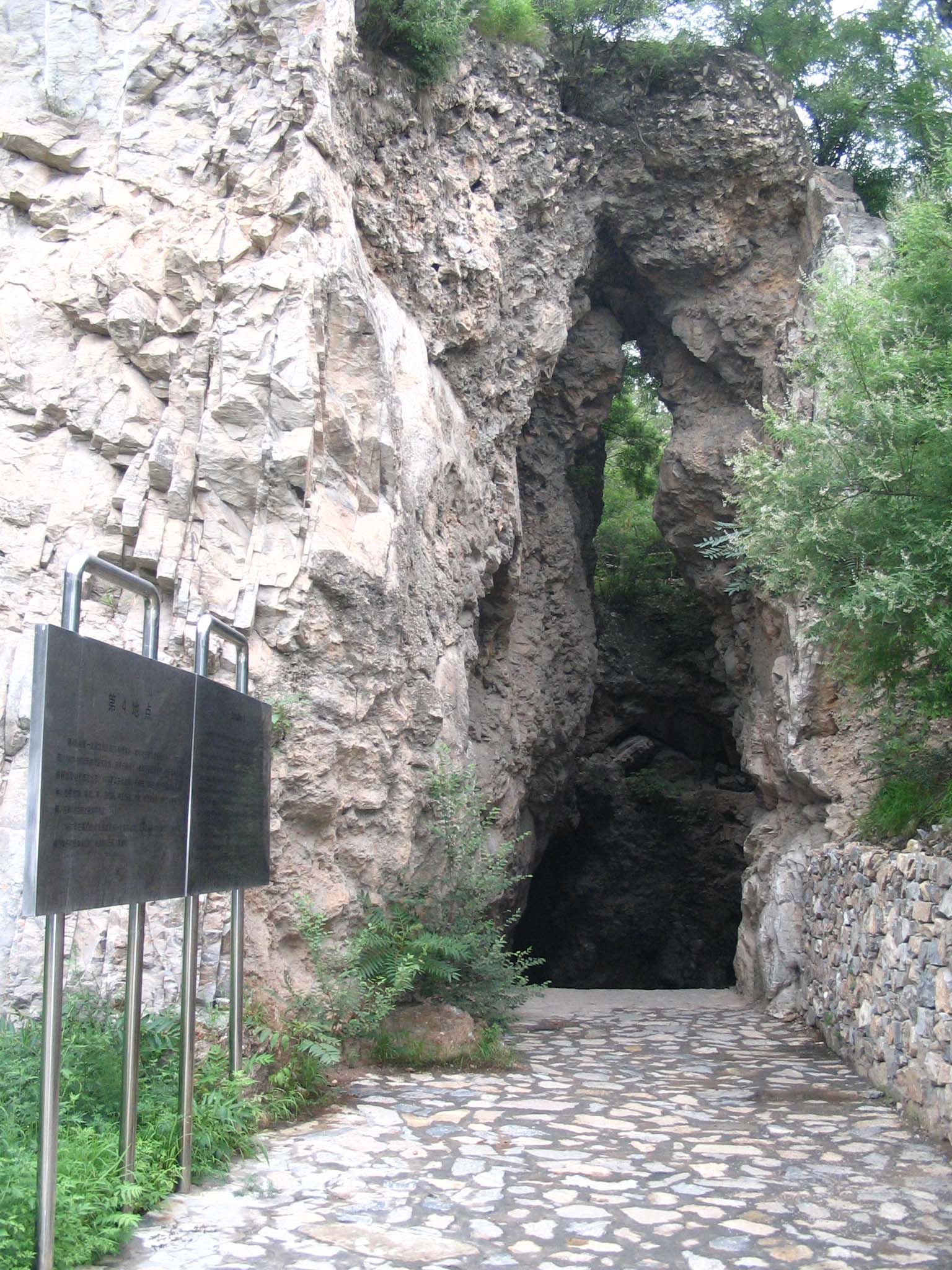
Ділянка 4
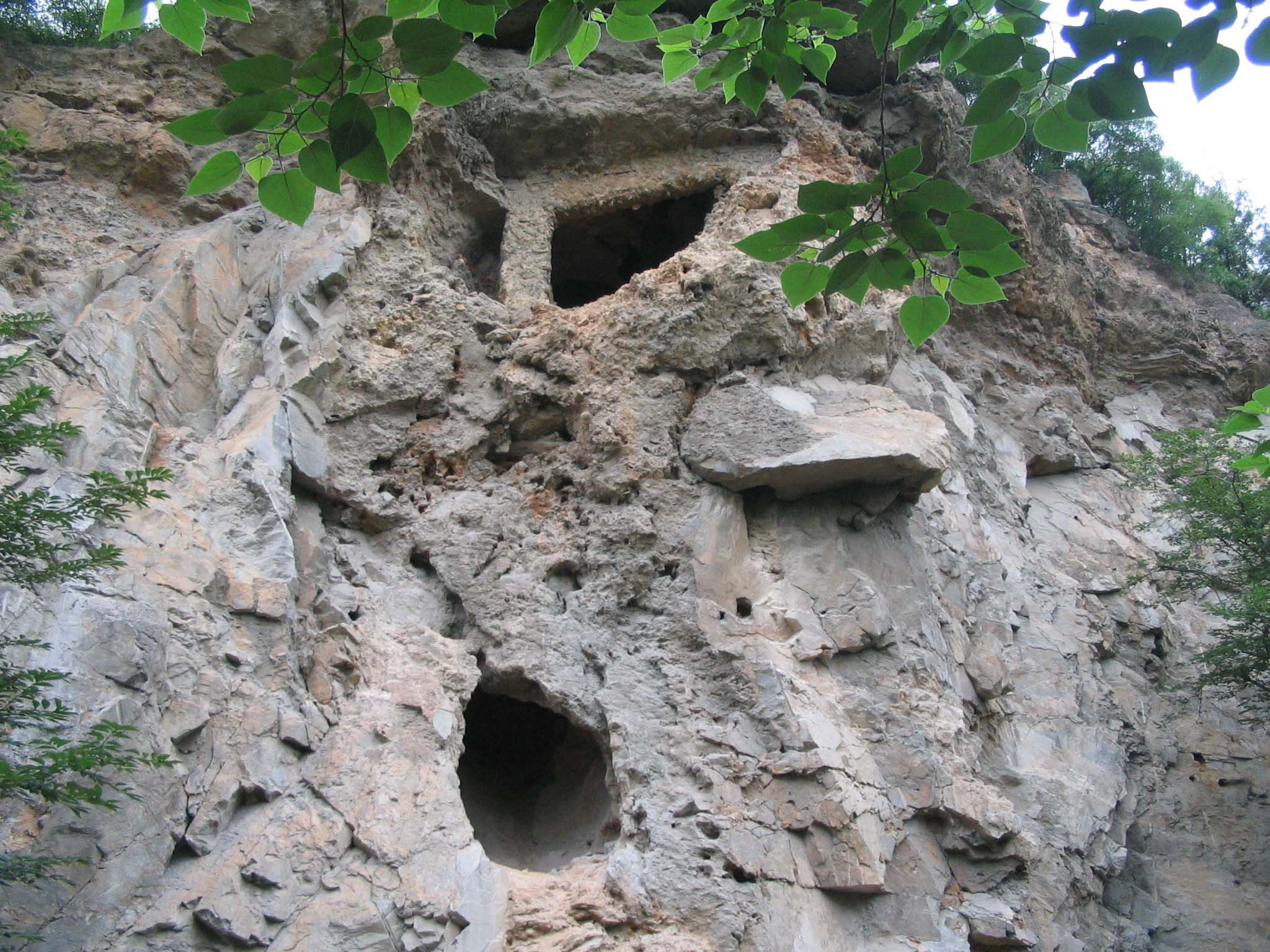
Ділянка 5
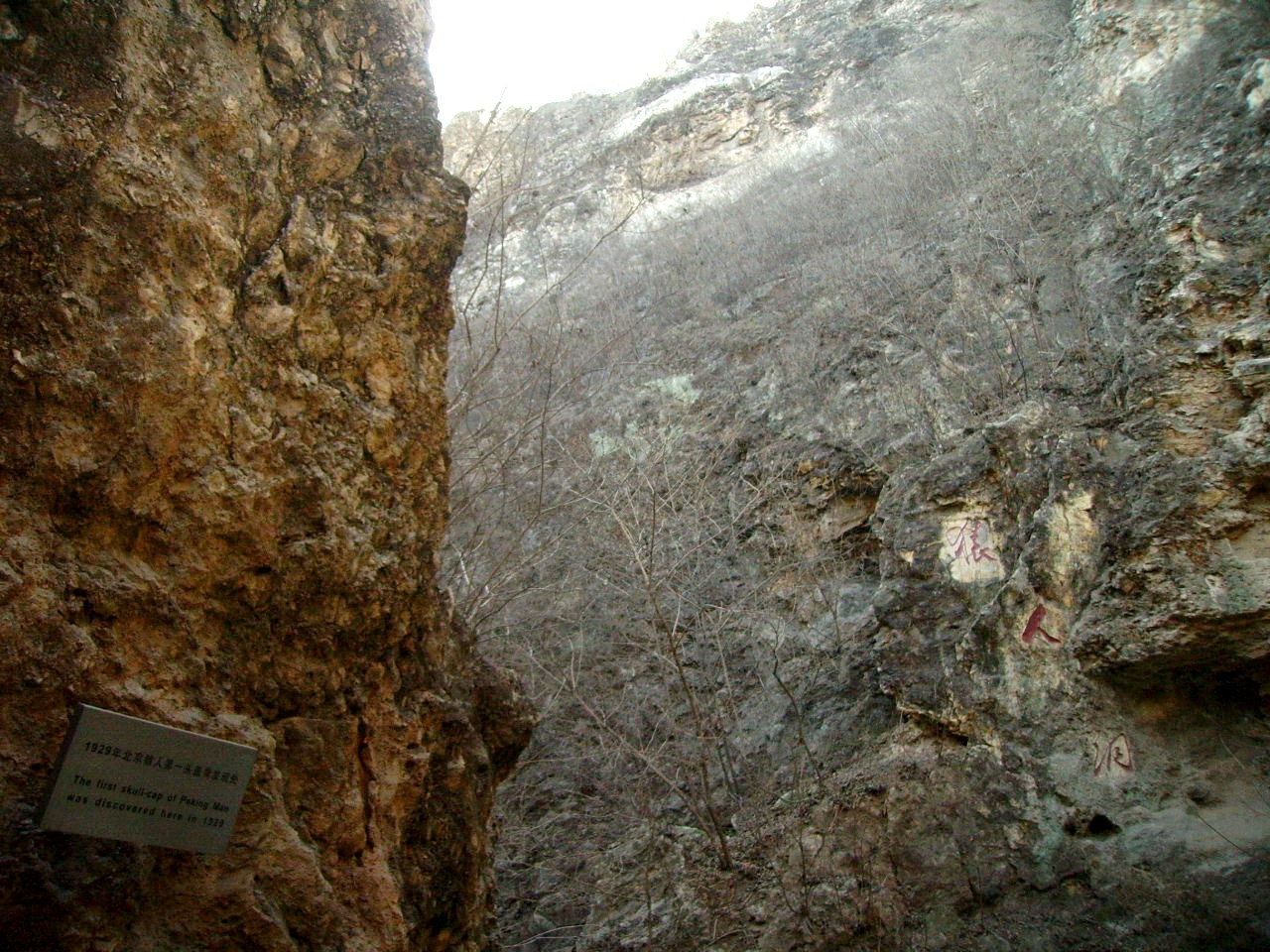
Місцевість «Пекінської людини»